# 마티 맥플라이

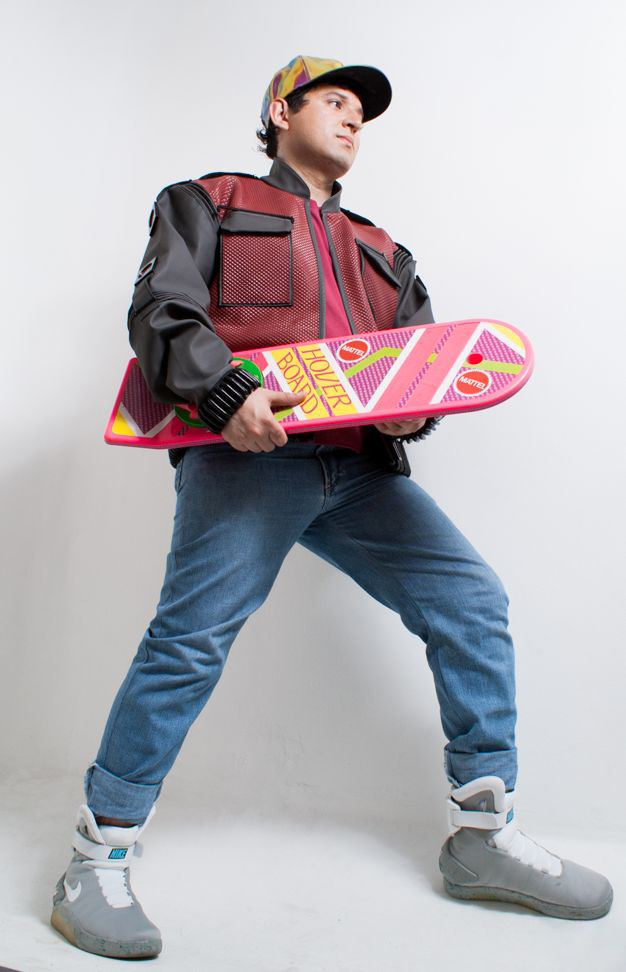
백 투 더 퓨처 2 마티 맥플라이 코스프레

마티 맥플라이(영어: Marty McFly)는 《백 투 더 퓨처 시리즈》의 등장인물로, 마이클 J. 폭스가 연기하였다. 애니메이션 버전에서는 데이비드 카우프먼이 목소리 연기했으며, 텔테일 게임스에서 발매한 비디오 게임에서는 A. J. 로카시오가 목소리를 연기하였다. 2008년, 엠파이어지가 공개한 영화 캐릭터에서 39위를 차지했다.